# 자크베니뉴 보쉬에

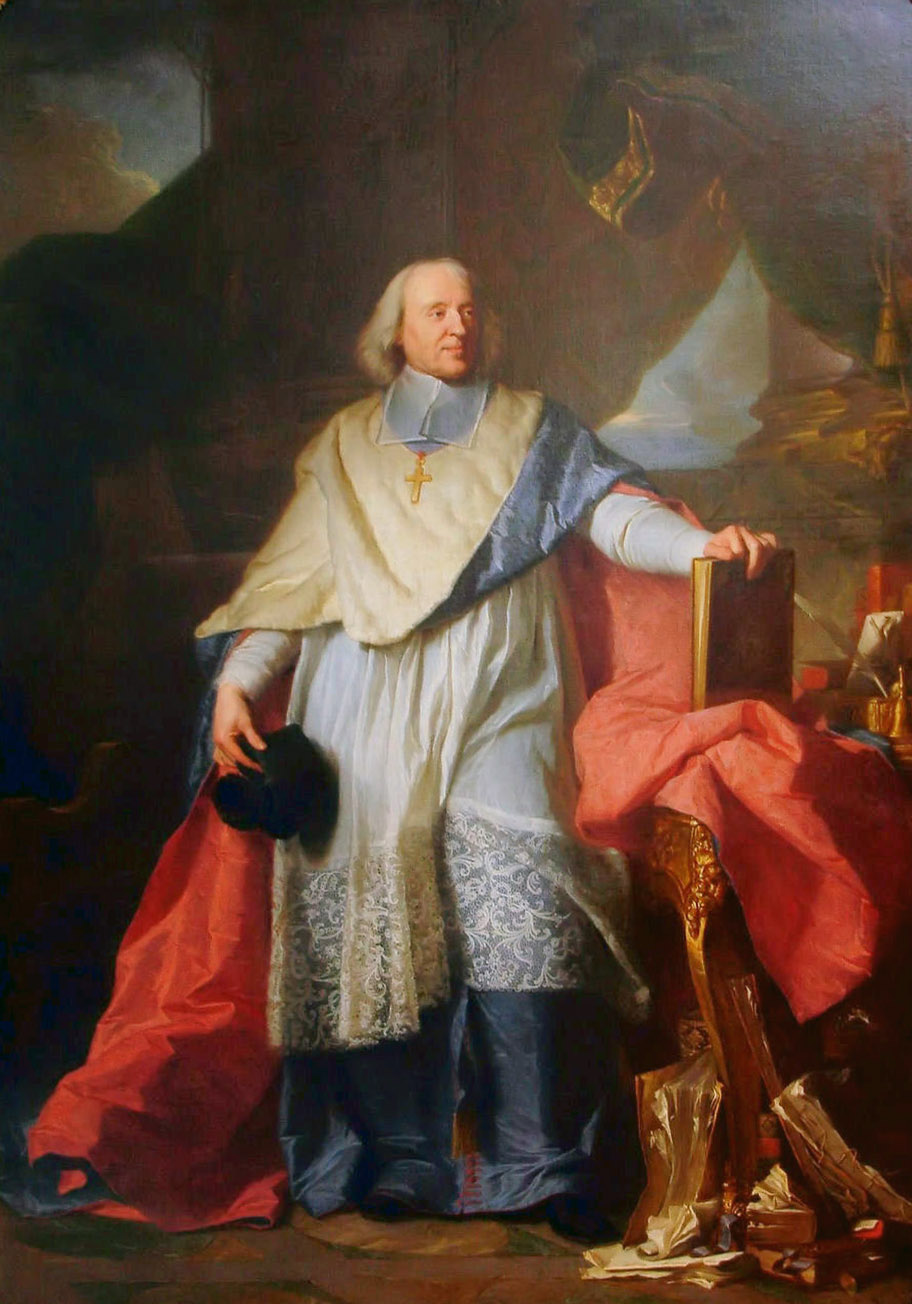
보쉬에 대주교, 이아생트 리고 그림, 루브르 미술관 소장

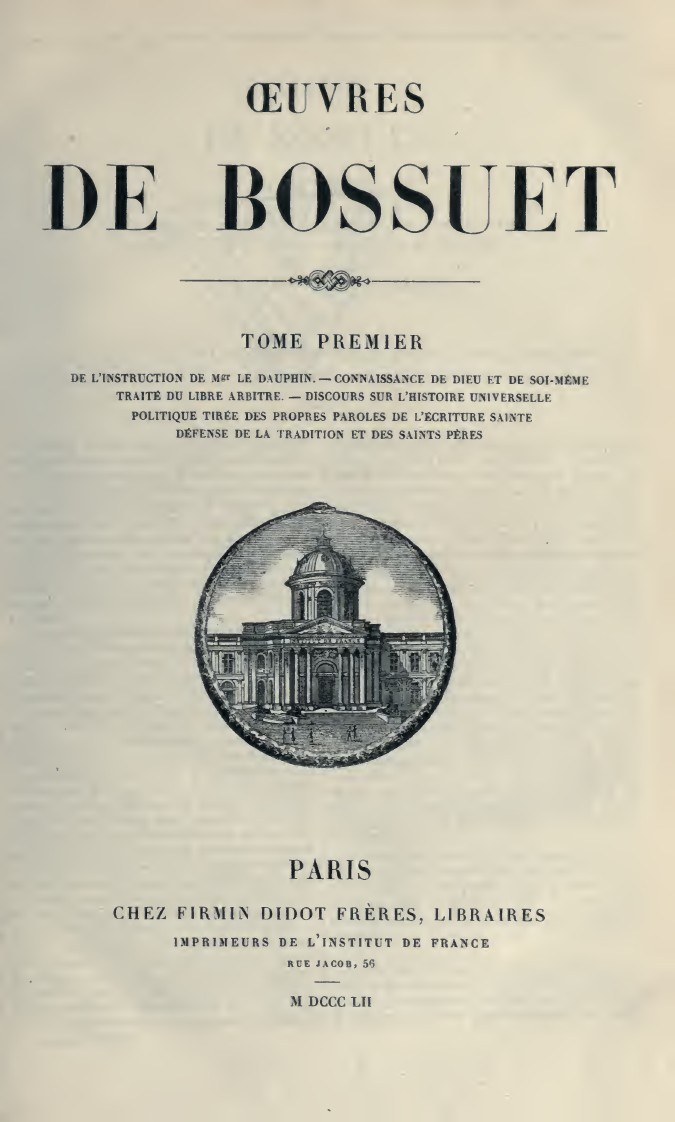
Oeuvres, 1852

자크 베니뉴 보쉬에(Jacques-Bénigne Bossuet, 1627년 9월 27일 ~ 1704년 4월 12일)는 프랑스의 가톨릭 신학자이다. 저서로는 《철학개론》《연설의 소명에 대한 교훈집》등이 있다.
디종의 부유한 변호사 지방 출신으로 어려서부터 성직자가 되기 위한 공부를 했다. 1657년 메스에서 루이 14세의 모후 안 도트리슈에게 설교를 하였고 이것이 계기가 되어 왕실과 인연을 맺었다. 1670년부터 1681년까지 도팽 루이의 가정교사를 지냈을 만큼 왕실과의 사이는 돈독했고, 1681년에는 모의 사교가 되었다. 그는 개신교를 배격하면서 프랑스 가톨릭 교회의 독립을 주장했다. 또한 전제정치와 왕권신수설을 지지하여 신은 국왕을 사자(使者)로 삼아 국왕을 통해 사람을 지배한다. 국왕의 인격은 신성하며, 국왕을 거스르는 것은 신을 모독하는 것이다라는 논리를 펼쳤다.

## 같이 보기
- 왕권신수설